# Парро, Андре
Андре Парро (15 февраля 1901[…], Дезандан — 24 августа 1980[…], V округ Парижа) — французский археолог, преподаватель и музейный работник.
Родился в семье лютеранского пастора, изучал протестантское богословие в Сорбонне и на Факультете протестантского богословия в Париже, получив по окончании место лютеранского пастора. Он изучал также историю искусств в Школе Лувра и в 1926—1927 годах был членом École Biblique.
Археологией Ближнего Востока начал интересоваться с середины 1920-х годов. Участвовал в раскопках у Нейраба (Сирия) (1926—1927), у Библа (Ливан) (1928), руководил раскопками в Баальбеке (1927—1928), был назначен заместителем руководителя раскопок Телло (1930) и затем руководителем их же (1931—1933), затем возглавлял раскопки в Ларсе (Ирак) (1933), а затем в Мари (Сирия) с того же 1933 года (занимаясь раскопками в этом месте, с перерывами, до 1968 года). В 1937—1949 годах преподавал иврит и литературу на иврите, в 1950—1955 годах — историю религий на Факультете протестантского богословия в Париже, с 1937 года был также профессором ближневосточной археологии и всеобщей истории искусств в Школе Лувра, а также помощником куратора Национального музея. В 1946 году был назначен главным куратором Лувра по направлениям ближневосточных древностей и исламского искусства. В 1958 году стал генеральным секретарём правительственной комиссии по археологическим раскопкам. Был первым директором музея Лувра с 1958 по 1962 год и затем с 1968 года.
Сотрудничал в журналах Syria (с 1942 года) и Revue d’assyriologie et d’archéologie orientale. Был членом Академии надписей и изящной словесности, Institutum archeologicum germanicum (Франкфурт-на-Майне) (1953), Британской академии (1962), почётным доктором Утрехтского университета (1961). Был награждён несколькими орденами, в том числе Орденом Почётного легиона. За свою жизнь опубликовал почти 500 научных работ, в том числе: «Mari. Une ville perdue…..» (4-е издание, Париж, 1948); «Archéologie mésopotamienne» (тома 1—2, Париж, 1946—1953); «Ziggurats et tour de Babel» (Париж, 1949); «Sumer» (Париж, 1960); «Assur» (Париж, 1961).